# Nyíribrony
Nyíribrony là một thị trấn thuộc hạt Szabolcs-Szatmár-Bereg, Hungary. Thị trấn này có diện tích 20,09 km², dân số năm 2010 là 1099 người, mật độ 55 người/km².